# Agapetes vitiensis
Agapetes vitiensis là một loài thực vật có hoa trong họ Thạch nam. Loài này được (Seem.) Benth. & Hook.f. ex Drake mô tả khoa học đầu tiên năm 1892.